# Louise Aslanian
Louise Aslanian (seudónimo LAS; en francés: Louise Aslanian, Lass, en armenio: Լուիզա Ասլանյան; 5 de mayo de 1904 - 30 de enero de 1945) fue un activista comunista y antifascista franco-armenia, escritora, novelista, poeta y figura destacada de la Resistencia francesa.

## Biografía

### Primeros años de vida

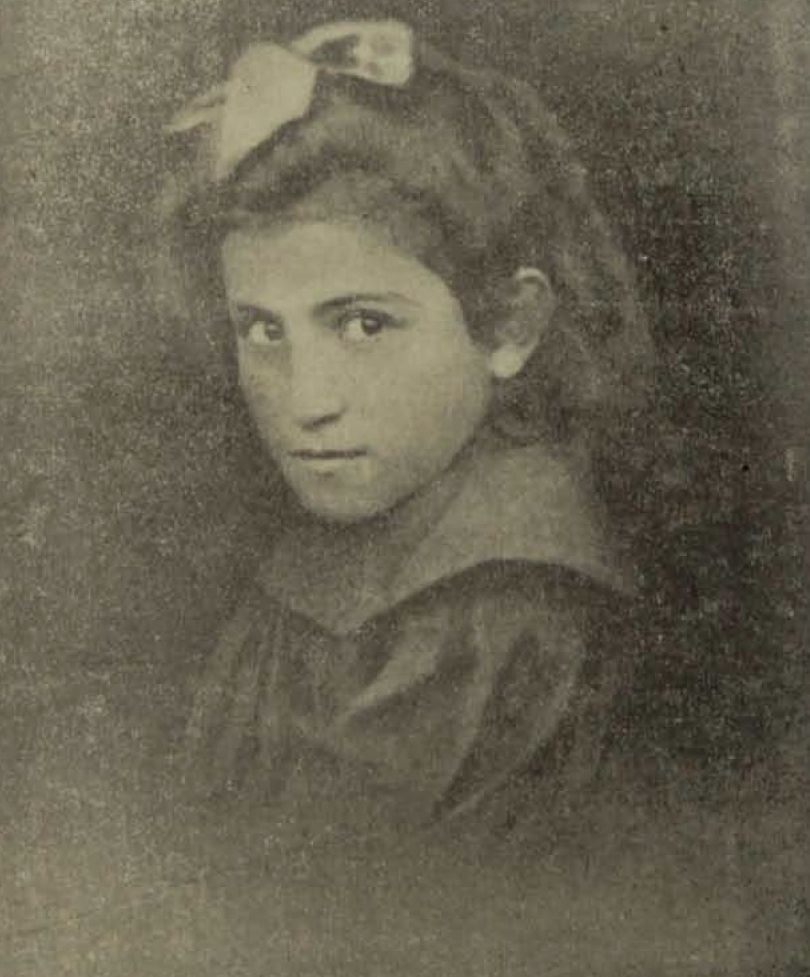
Louise Aslanian a los 6 años

Louise Srapionovna Grigorian nació el 5 de mayo de 1904 en Tabriz (Irán), de padres armenios Srapion Grigorian y Maria (de soltera Shahbazian). Louise se graduó de una escuela primaria en Tabriz y luego continuó sus estudios en un gimnasio de Tiflis, perteneciente en aquella época al Imperio Ruso. Demostró su don literario en la escuela escribiendo poemas líricos, haciendo traducciones literarias del ruso y el francés. Aslanian comenzó a tocar el piano desde una edad temprana. A su regreso a Tabriz, en 1923 se casó con el abogado Arpiar Aslanian.

### La vida en Francia

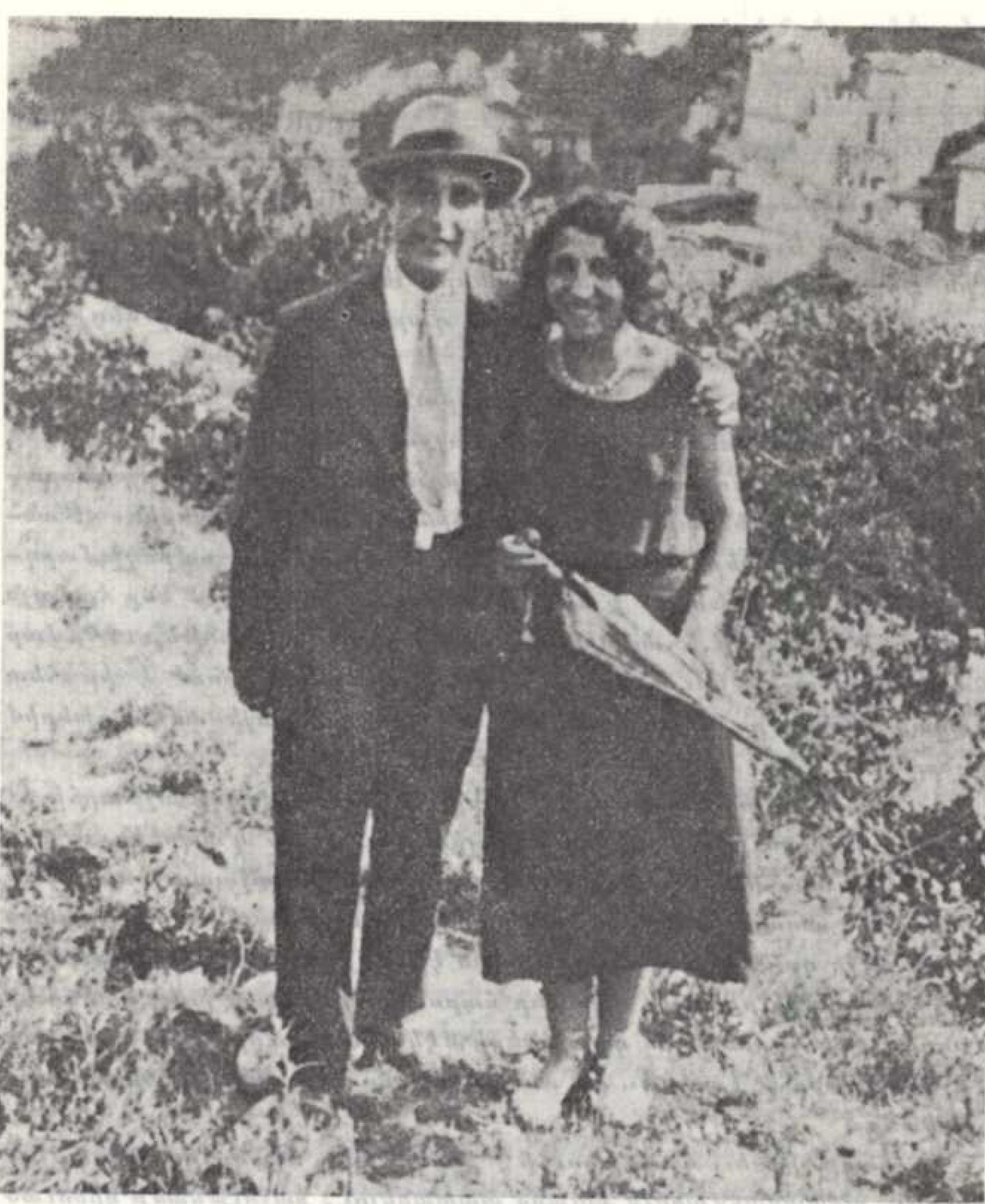
Louise y Arpiar Aslanian en Francia

En 1923, la pareja se mudó a París, llevándose consigo a Mania y Arshaluys (la madre y la hermana de Louise, respectivamente). En París, Aslanian quería continuar su educación musical tocando el piano, pero por falta de dinero tuvo que renunciar a su sueño. En cambio, fue a la facultad de literatura de la Sorbona. En París, participó activamente en el trabajo de la sociedad de escritores armenios-franceses, trabajó en periódicos, se hizo conocida en los círculos literarios y tomó el seudónimo de "LAS".
A mediados de los años veinte publicó varios cuentos en la prensa franco-armenia: "Una colección de monedas", "Un vendedor de vino de hierro", "El pantano", etc. En 1928 publicó la colección de cuentos "Khan".
En 1935 se publicó  en dos volúmenes su colección de cuentos "Gtsits durs" ("Más allá de la línea").
En 1936, Aslanian se unió al Partido Comunista Francés y comenzó a colaborar con el periódico armenio Manouchian "Zangou". También trabajó en el periódico "New Life". En el mismo año publicó su novela "Kaskatsneri Ughiner" ("El Camino de la duda»),  en dos volúmenes (también publicado después de la muerte de Aslanian en 1959 en Ereván).
En 1937, LAS se convirtió en presidenta del Comité de Asistencia a Armenia (HOC), así como en presidenta de la Unión de Mujeres Armenias de París. Aslanian fue miembro de la Unión de escritores armenios de Francia.

### Resistencia francesa

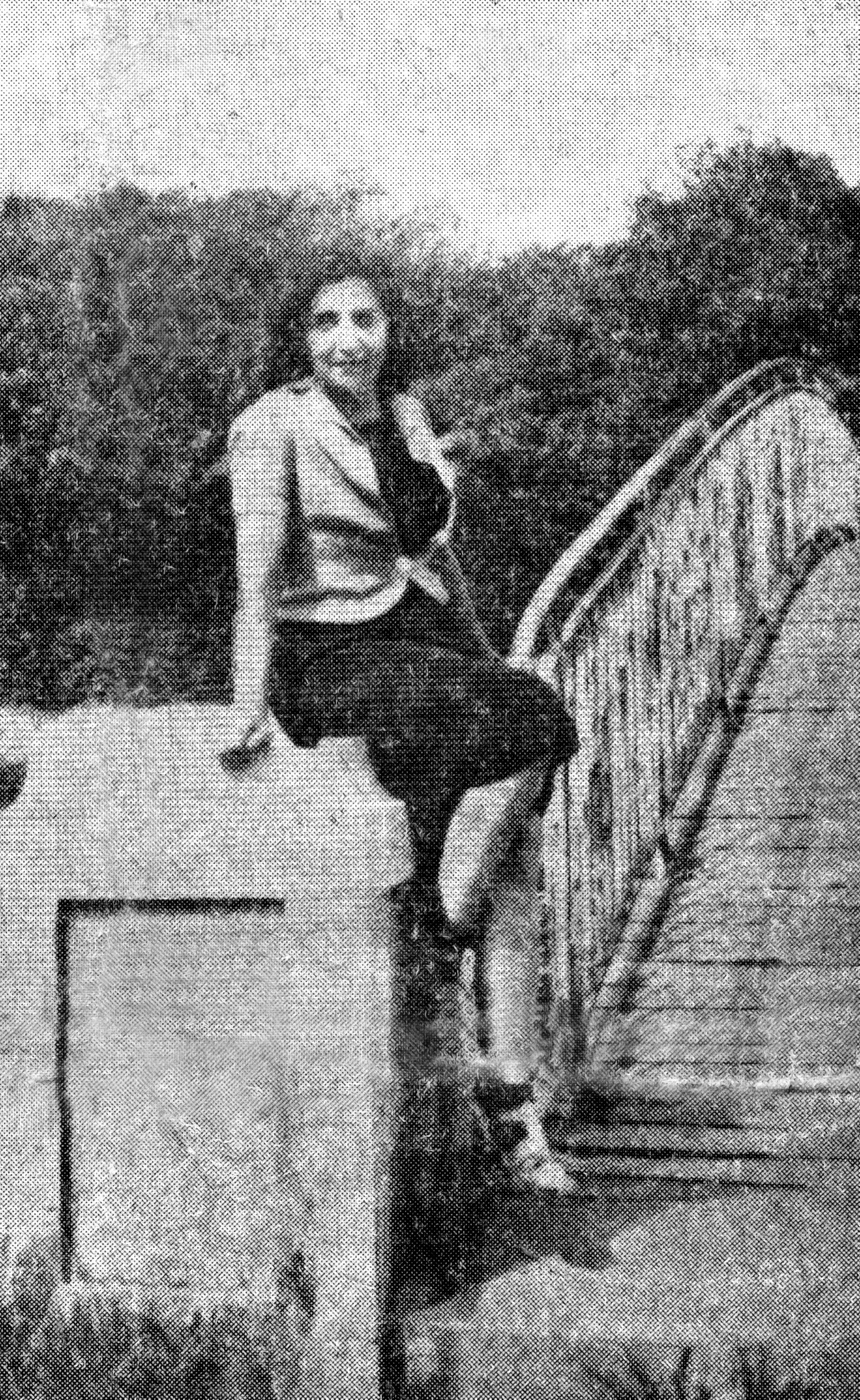
Louise Aslanian en un puente en Francia. Una de las últimas fotografías de ella antes del arresto (24 de julio de 1944)

Después de que los nazis ocuparan Francia, los Aslanian se unieron a la Resistencia francesa en 1940. Según las memorias de Henry Karajan (miembro del "Grupo de Manouchian"), Louise era una reclutadora de  Francotiradores y Partisanos en una célula de combate del Partido Comunista Francés, formado a finales de 1941. Los Aslanian también trabajaron en una editorial clandestina y participaron activamente en el suministro de armas a los combatientes de la Resistencia francesa. Louise abrió la división de mujeres de la Resistencia francesa y fue responsable de la Resistencia armenia en el norte de Francia. Aslanian tenía conexiones con activistas de la resistencia: Missak Manouchian, Mélinée Manouchian, Arpen Tavitian, Ayk Dpirian, Shag Taturian y otros. En la Resistencia francesa, Aslanian fue llamada "Madeleine".  Durante la Resistencia, la pareja enseñó matemáticas y ajedrez al joven Charles Aznavour, cuya familia, también de origen armenio, apoyaba activamente a la resistencia francesa. La familia de Aznavour dio cobijo a los manouchianos, apoyó a los judíos y ayudó en las operaciones de resistencia.

### Arresto, campo de concentración, muerte
El 26 de julio de 1944, los nazis arrestaron a ambos Aslanian en Francia. El arresto ocurrió al ver a su familia y vecinos en su residencia (8 rue d'Elix 10, París, Francia). La pareja fue puesta en la prisión de Fresnes.
Los diarios y manuscritos de Louise fueron capturados y destruidos, en particular, «Histoire de la Resistance» y «La Chute de París».
El 15 de agosto de 1944 fueron trasladados de Toulouse a Buchenwald. Arpiar Aslanian fue luego trasladado al campo Dora-Mittelbau, mientras que Louise fue llevada a Ravensbrück,  llegando allí aproximadamente el 1 de septiembre de 1944. Se le asignó el campamento número 57440. Ya el 4 de septiembre de 1944, Louise fue trasladada a trabajar en el campamento industrial HASAG en las cercanías de Leipzig, que era un campamento satélite de Buchenwald. Aquí estaba registrada con el número 4460. LAS estuvo recluida en este campamento con Lise London . Hay alguna información de archivo sobre la presencia de Aslanian en el campamento Stalag IV-E.
Mientras estaba en los campos de concentración, Aslanian escribió el poema "Gortsaranum" ("La planta") y el poema inacabado "Mala" (una abreviatura de 4 nombres de sus seres queridos: "M" - mamá Mania; A - hermana Arshaluys; " L" — ella, Louise; A — esposo, Arpiar). El poema se ha conservado gracias a sus amigas: Nicole Ritz y Lise London.
El 27 de enero de 1945, Louise fue llevada de regreso a Ravensbrück, donde murió 3 días después en circunstancias desconocidas. El 15 de febrero de 1945, su marido, Arpiar, fue asesinado en el campo Dora-Mittelbau.

## Legado
Se cree que los manuscritos de los últimos años de su vida, así como los diarios y la correspondencia, fueron completamente destruidos por los nazis. Solo sus historias anteriores y una novela han sobrevivido a los nazis. Se han conservado algunos fragmentos de sus cartas. El fondo árabe del Matenadaran tiene una colección de miniaturas medievales orientales con temas sufíes que pertenecieron a Aslanian.
En sus obras, LAS habló sobre la vida de las comunidades de la diáspora armenia que se habían perdido; sobre su desunión y costumbres retrógradas, como seguir ciegamente las culturas locales. Ella vio la restauración de la integridad nacional como un retorno a la distinción, en la búsqueda de un camino único de desarrollo, asociado con la repatriación y fuertes vínculos con Armenia. Como miembro del Partido Comunista Francés, promovió los logros de la Unión Soviética. Sus últimos versos estaban dedicados a la lucha contra el fascismo y la inminente victoria sobre él.
En la década de 1970, la hermana de LAS, Arshaluys, recopiló su archivo y lo envió a la Armenia soviética. Hoy, el diario de adolescencia de LAS, el diario de guerra de diez páginas, algunas de sus cartas, fotografías y el manuscrito de su novela "On the Road of Doubt" se conservan en el Museo de Literatura en Artes Yeghishe Charents.

### Novelas
- 1936 - "El camino de la duda" [9]

### Cuentos
- 1920 — "La colección de monedas»
- 1920 — "el vendedor de vino de Hierro»
- Década de 1920 - "el pantano"

### Colecciones
- 1928 - "Kan"
- 1935 - "Más allá de la línea" [8]

### Poemas
- 1944-1945 - "en la fábrica"
- 1944-1945 - "MALA"

### Obras históricas
- Década de 1940: "la historia de la resistencia". Se considera que el manuscrito fue destruido por la Gestapo en 1944-1945.
- Década de 1940: "la caída de París". Se considera que el manuscrito fue destruido por la Gestapo en 1944-1945.